# Chi Cẩm lai

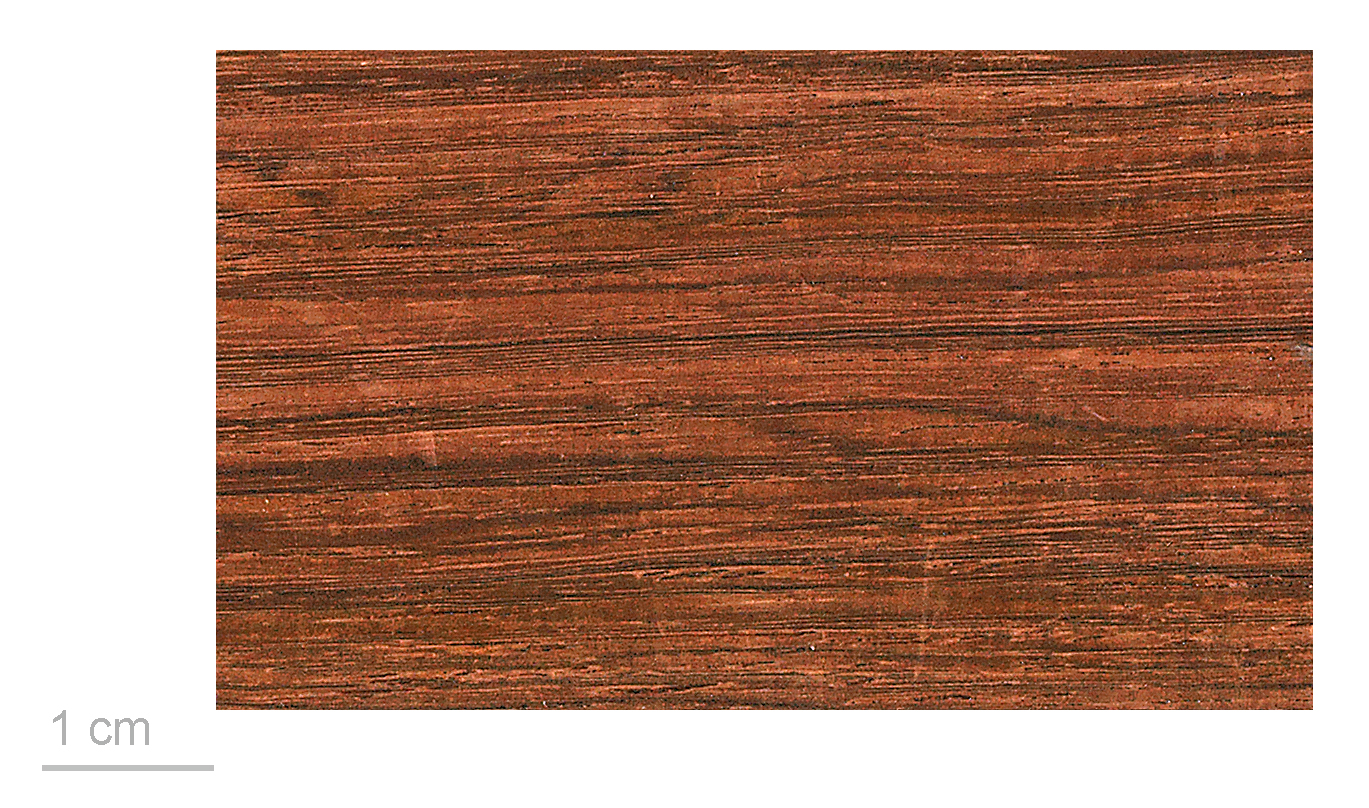
Dalbergia sp.

Chi Cẩm lai hay chi Trắc, chi Sưa (danh pháp khoa học: Dalbergia) là một chi lớn của các loài cây thân gỗ có kích thước từ nhỏ đến trung bình hay các loại cây bụi và dây leo trong phân họ Đậu (Faboideae) thuộc họ Đậu (Fabaceae). Chi này phân bổ rộng khắp, có nguồn gốc từ khu vực nhiệt đới của Trung và Nam Mỹ, châu Phi, Madagascar và Nam Á. Số lượng loài trong chi này còn nhiều mâu thuẫn, với các nguồn khác nhau liệt kê các con số trong phạm vi 100-600 loài; ví dụ PlantSystematics liệt kê 470 danh pháp còn ILDIS chấp nhận 159 loài.

## Một số loài
- Dalbergia abbreviata
- Dalbergia abrahamii
- Dalbergia acariiantha
- Dalbergia acuta
- Dalbergia acutifoliolata
- Dalbergia adami
- Dalbergia afzeliana
- Dalbergia ajudana
- Dalbergia albertisii
- Dalbergia albiflora
- Dalbergia altissima
- Dalbergia amazonica
- Dalbergia andapensis
- Dalbergia annamensis - Trắc trung, Trắc dây
- Dalbergia arbutifolia
- Dalbergia armata
- Dalbergia assamica - Cọ khẹt, cọ khiết, bạt ong, trắc balansa; sưa hạt tròn, muống nước, trắc Assam.
- Dalbergia aurea
- Dalbergia bakeri
- Dalbergia balansae - Cọ khẹt trắng, hoàng đàn Lĩnh Nam
- Dalbergia bariensis - Cẩm lai Bà Rịa
- Dalbergia baronii
- Dalbergia bathiei
- Dalbergia beccarii
- Dalbergia beddomei
- Dalbergia benthamii - Hoàng đàn lưỡng việt
- Dalbergia berteroi
- Dalbergia bignonae
- Dalbergia bintuluensis
- Dalbergia boehmii
- Dalbergia bojeri
- Dalbergia boniana
- Dalbergia borneensis
- Dalbergia brachystachya
- Dalbergia bracteolata
- Dalbergia brasiliensis
- Dalbergia brownei
- Dalbergia burmanica
- Dalbergia calderonii
- Dalbergia calycina
- Dalbergia cambodiana - Trắc Cam bốt
- Dalbergia campenonii
- Dalbergia cana
- Dalbergia candenatensis - Trắc một hột, me núi, me nước, dây cổ rùa.
- Dalbergia canescens
- Dalbergia capuronii
- Dalbergia carringtoniana
- Dalbergia catingicola
- Dalbergia caudata
- Dalbergia cearensis - Kingwood Brasil
- Dalbergia chapelieri
- Dalbergia chlorocarpa
- Dalbergia chontalensis
- Dalbergia clarkei
- Dalbergia cochinchinensis - Trắc Nam Bộ, cẩm lai Nam Bộ, hồng đàn Xiêm, trắc bông, trắc, cẩm lai nam; giâu ca (tiếng Gia Rai), ka rắc (tiếng Ba Na), ka nhong.
- Dalbergia commiphoroides
- Dalbergia confertiflora
- Dalbergia congensis
- Dalbergia congesta
- Dalbergia congestiflora
- Dalbergia coromandeliana
- Dalbergia crispa
- Dalbergia cubilquitzensis
- Dalbergia cucullata
- Dalbergia cuiabensis
- Dalbergia cultrata - Trắc dao, cẩm lai dao.
- Dalbergia curtisii
- Dalbergia cuscatlanica
- Dalbergia dalzielii
- Dalbergia darienensis
- Dalbergia darlacensis - Dây trắc Đắc Lắc
- Dalbergia davidii
- Dalbergia debilis
- Dalbergia decipularis - Hoàng dương Brasil
- Dalbergia delphinensis
- Dalbergia densa
- Dalbergia densiflora
- Dalbergia dialoides - Dây trắc đia
- Dalbergia discolor
- Dalbergia dongnaiensis - Cẩm lai Đồng Nai
- Dalbergia duarensis
- Dalbergia duperreana
- Dalbergia dyeriana - Dây trắc dyer
- Dalbergia ealaensis
- Dalbergia ecastaphyllum
- Dalbergia elegans
- Dalbergia emirnensis
- Dalbergia enneaphylla
- Dalbergia entadoides - Dây trắc bàm bàm
- Dalbergia eremicola
- Dalbergia ernest-ulei
- Dalbergia errans
- Dalbergia erubescens
- Dalbergia falcata
- Dalbergia fischeri
- Dalbergia floribunda
- Dalbergia florifera
- Dalbergia foliolosa
- Dalbergia foliosa
- Dalbergia forbesii
- Dalbergia fouilloyana
- Dalbergia frutescens
- Dalbergia funera
- Dalbergia fusca
- Dalbergia gardneriana
- Dalbergia gentilii
- Dalbergia gilbertii
- Dalbergia glaberrima
- Dalbergia glabra
- Dalbergia glandulosa
- Dalbergia glaucescens
- Dalbergia glaucocarpa
- Dalbergia glaziovii
- Dalbergia glomerata
- Dalbergia godefroyi
- Dalbergia gossweileri
- Dalbergia gracilis
- Dalbergia granadillo
- Dalbergia grandibracteata
- Dalbergia grandistipula
- Dalbergia greveana
- Dalbergia guttembergii
- Dalbergia hainanensis - Trắc Hải Nam, sông lá
- Dalbergia hancei - Trắc Hance, đằng hoàng đàn, dây trắc hoàng đàn
- Dalbergia havilandii
- Dalbergia henryana - Dây trắc henry
- Dalbergia heudelotii
- Dalbergia hiemalis
- Dalbergia hildebrandtii
- Dalbergia hirticalyx
- Dalbergia horrida
- Dalbergia hortensis
- Dalbergia hoseana
- Dalbergia hostilis
- Dalbergia hullettii
- Dalbergia humbertii
- Dalbergia hupeana - Cọ khẹt, hoàng đàn
- Dalbergia hygrophila
- Dalbergia intermedia
- Dalbergia intibucana
- Dalbergia inundata
- Dalbergia iquitosensis
- Dalbergia jaherii
- Dalbergia jingxiensis
- Dalbergia junghuhnii
- Dalbergia kerrii
- Dalbergia kingiana
- Dalbergia kisantuensis
- Dalbergia kostermansii
- Dalbergia kunstleri
- Dalbergia kurzii
- Dalbergia lacei
- Dalbergia lactea
- Dalbergia lakhonensis
- Dalbergia lanceolaria
  - Dalbergia lanceolaria subsp. paniculata, đồng nghĩa: Dalbergia nigrescens - Quành quạch, trắc đen.
- Dalbergia lastoursvillensis
- Dalbergia lateriflora
- Dalbergia latifolia - Hồng sắc Ấn Độ, sonokeling
- Dalbergia laxiflora
- Dalbergia lemurica
- Dalbergia librevillensis
- Dalbergia louisii
- Dalbergia louvelii
- Dalbergia macrosperma
- Dalbergia madagascariensis
- Dalbergia malabarica
- Dalbergia malangensis
- Dalbergia mammosa
- Dalbergia marcaniana
- Dalbergia maritima
- Dalbergia martinii
- Dalbergia mayumbensis
- Dalbergia melanocardium
- Dalbergia melanoxylon - Trắc đen châu Phi
- Dalbergia menoeides
- Dalbergia mexicana
- Dalbergia microphylla
- Dalbergia millettii
- Dalbergia mimosella
- Dalbergia mimosoides - Hoàng đàn lá trinh nữ
- Dalbergia miscolobium
- Dalbergia mollis
- Dalbergia monetaria
- Dalbergia monophylla
- Dalbergia monticola
- Dalbergia multijuga
- Dalbergia negrensis
- Dalbergia neoperrieri
- Dalbergia ngounyensis
- Dalbergia nigra - Hồng sắc Brasil, Jacarandá
- Dalbergia nitida
- Dalbergia nitidula
- Dalbergia noldeae
- Dalbergia normandii
- Dalbergia oblongifolia
- Dalbergia obovata
- Dalbergia obtusifolia - Hoàng đàn lá nhụt
- Dalbergia odorifera - Giáng hương
- Dalbergia oligophylla
- Dalbergia oliverri - Cẩm lai, cẩm lai Bà Rịa, cẩm lai Đồng Nai, cẩm lai vú, cẩm lai bông, cẩm lai mật, trắc lai
- Dalbergia orientalis
- Dalbergia ovata - Trắc trứng
- Dalbergia pachycarpa
- Dalbergia palo-escrito
- Dalbergia parviflora
- Dalbergia paucifoliolata
- Dalbergia peguensis
- Dalbergia peishaensis
- Dalbergia peltieri
- Dalbergia pervillei
- Dalbergia pierreana
- Dalbergia pinnata - Dây trắc lá me, trắc ăn trầu, chàm bìa ăn trầu
- Dalbergia pluriflora
- Dalbergia polyadelpha - Trắc nhiều bó nhị, sóng lá
- Dalbergia polyphylla
- Dalbergia prainii
- Dalbergia pseudo-ovata
- Dalbergia pseudo-sissoo
- Dalbergia pseudobaronii
- Dalbergia purpurascens
- Dalbergia reniformis
- Dalbergia reticulata
- Dalbergia retusa - Cocobolo
- Dalbergia revoluta
- Dalbergia richardsii
- Dalbergia riedelii
- Dalbergia rimosa - Cọ khẹt leo, trắc dây, trắc cựa gà, trắc biến màu, đăng trườn
- Dalbergia riparia
- Dalbergia rostrata
- Dalbergia rubiginosa
- Dalbergia rufa
- Dalbergia rugosa
- Dalbergia sacerdotum
- Dalbergia sambesiaca
- Dalbergia sampaioana
- Dalbergia sandakanensis
- Dalbergia saxatilis
- Dalbergia scortechinii
- Dalbergia sericea - Trắc lông tơ, cà gion.
- Dalbergia setifera
- Dalbergia simpsonii
- Dalbergia sissoides
- Dalbergia sissoo - Hồng sắc Ấn Độ, sheesham, sissoo
- Dalbergia spinosa
- Dalbergia spruceana
- Dalbergia stenophylla
- Dalbergia stercoracea
- Dalbergia stevensonii - Hồng sắc Honduras
- Dalbergia stipulacea - Dây trắc lá bẹ.
- Dalbergia suaresensis
- Dalbergia subcymosa
- Dalbergia succirubra - Dây trắc nhung hổ phách đỏ.
- Dalbergia teijsmannii
- Dalbergia teixeirae
- Dalbergia thomsonii
- Dalbergia thorelii - Dây trắc biển, trắc Thorel.
- Dalbergia tilarana
- Dalbergia tinnevelliensis
- Dalbergia tonkinensis - Sưa, trắc thối, trắc Bắc Bộ, sưa đỏ
- Dalbergia travancorica
- Dalbergia trichocarpa
- Dalbergia tricolor
- Dalbergia tsaratananensis
- Dalbergia tsiandalana
- Dalbergia tsoi
- Dalbergia tucurensis
- Dalbergia uarandensis
- Dalbergia urschii
- Dalbergia vacciniifolia
- Dalbergia velutina - Dây trắc nhung, trắc Pierre.
- Dalbergia verrucosa
- Dalbergia vietnamensis - Dây trắc Việt, chùm bầu, súc sạc, trắc dây.
- Dalbergia viguieri
- Dalbergia villosa
- Dalbergia volubilis - Trắc leo.
- Dalbergia wattii
- Dalbergia xerophila
- Dalbergia ximengensis
- Dalbergia yunnanensis - Trắc Vân Nam.

## Sử dụng
Nhiều loài trong chi Dalbergia là các loại cây lấy gỗ quan trọng, có giá trị vì các tính chất trang trí của chúng cũng như vì mùi thơm của gỗ, do chúng chứa nhiều tinh dầu thơm. Các loài lấy gỗ quan trọng nhất là trắc, cẩm lai.
Loại gỗ hồng sắc có chất lượng cao nhất được thế giới phương Tây ưa chuộng là D. nigra và được gọi là gỗ hồng sắc Rio, Bahia, Brasil, Palisander de Rio Grande hay Jacarandá; đã bị khai thác kiệt quệ trong quá khứ và hiện nay được liệt kê trong danh sách của CITES. Loại gỗ hồng sắc được ưa chuộng thứ hai tại phương tây là D. latifolia được biết đến như là hồng sắc (Đông) Ấn Độ hay sonokeling. Phần lớn các loại gỗ hồng sắc có màu nâu và các vân gỗ đẹp. Lưu ý rằng chỉ một phần nhỏ các loài trong chi Dalbergia có gỗ hồng sắc.
Gỗ của loài hoàng dương Brasil (D. decipularis) có màu kem với các sọc đỏ hay hồng. Nó thông thường được dùng trong dán viền vắt chéo và các lớp gỗ dán mặt khác. Lưu ý rằng cây hoàng dương này không có gì liên quan đến hoàng dương Bắc Mỹ (Liriodendron tulipifera) còn gọi là cây mõm chó thuộc họ Mộc lan (Magnoliaceae), là loài cây có gỗ màu ánh vàng-lục cũng như không liên quan gì với cây hoàng dương Úc (Harpullia pendula) thuộc họ Bồ hòn (Sapindaceae).
Được sử dụng một cách tương tự (màu tía với các sọc sẫm) còn có kingwood Brasil lấy từ D. cearensis. Nó là một loại cây gỗ nhỏ, cao tới 10 m chỉ có rất hạn chế tại Brasil. Một loại gỗ khác đáng chú ý là cocobolo, chủ yếu khai thác từ D. retusa, một loài cây gỗ ở Trung Mỹ với các vân gỗ màu đỏ hay da cam trên mặt gỗ mới xẻ và nhanh chóng xỉn màu trong không khí.
Các nhà sản xuất và buôn bán đồ lưu niệm tại Ấn Độ bán các đồ vật làm từ Dalbergia sissoo (đôi khi có các vết màu tía). Gỗ của một số loài có thể dùng làm chuôi công cụ, xem ở đây.
Trắc đen châu Phi (D. melanoxylon) là một loại gỗ đen được dùng nhiều để làm các loại nhạc cụ thổi bằng hơi.
Các loài trong chi Dalbergia bị ấu trùng của một số côn trùng cánh vẩy (Lepidoptera) phá hoại, bao gồm Bucculatrix mendax chỉ ăn lá của Dalbergia sissoo.
Các loài trong chi Dalbergia cũng được biết đến vì gây ra dị ứng do sự có mặt của các quinon gây mẫn cảm trong gỗ.